# ایستگاه ویکتوریا
ایستگاه ویکتوریا (انگلیسی: London Victoria station) یکی از ایستگاه‌های راه‌آهن اصلی در شهر لندن است به متروی لندن نیز متصل می‌باشد.
این ایستگاه که در شهر وست‌مینستر قرار دارد در سال ۱۸۶۰ ایستگاه راه‌آهن و ۱۹۶۸ ایستگاه متروی آن تأسیس شده، ایستگاه ویکتوریا جزئی از خط خط دارتفورد لوپ، خط اصلی چتم، خط اصلی برایتون، خط اوکستد و خط گتویک اکسپرس (راه‌آهن انگلستان) و خط ویکتوریا، خط سیرکل و خط ناحیه (متروی لندن) می‌باشد.

## نگارخانه

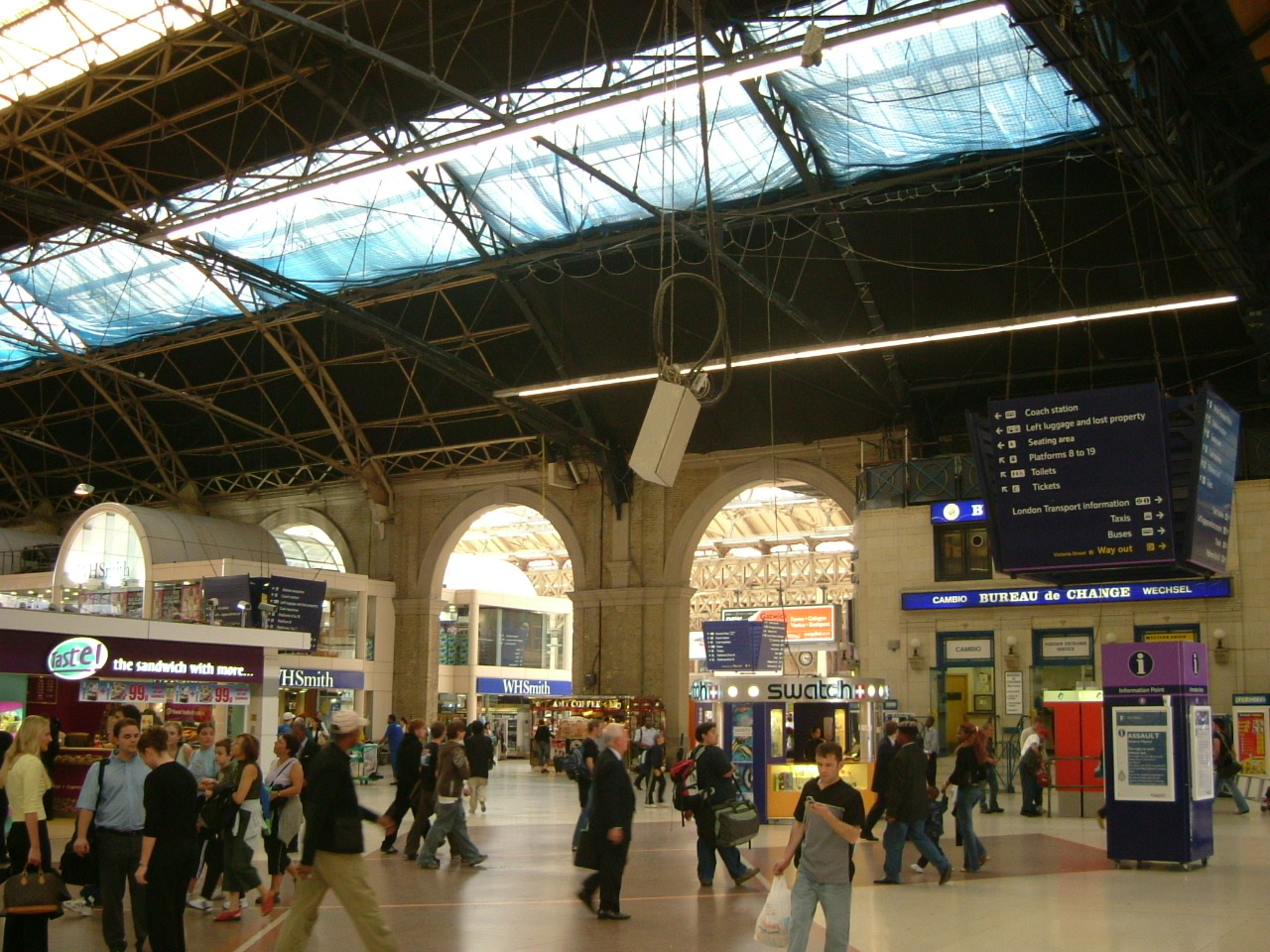
ایستگاه ویکتوریا، خط چتم
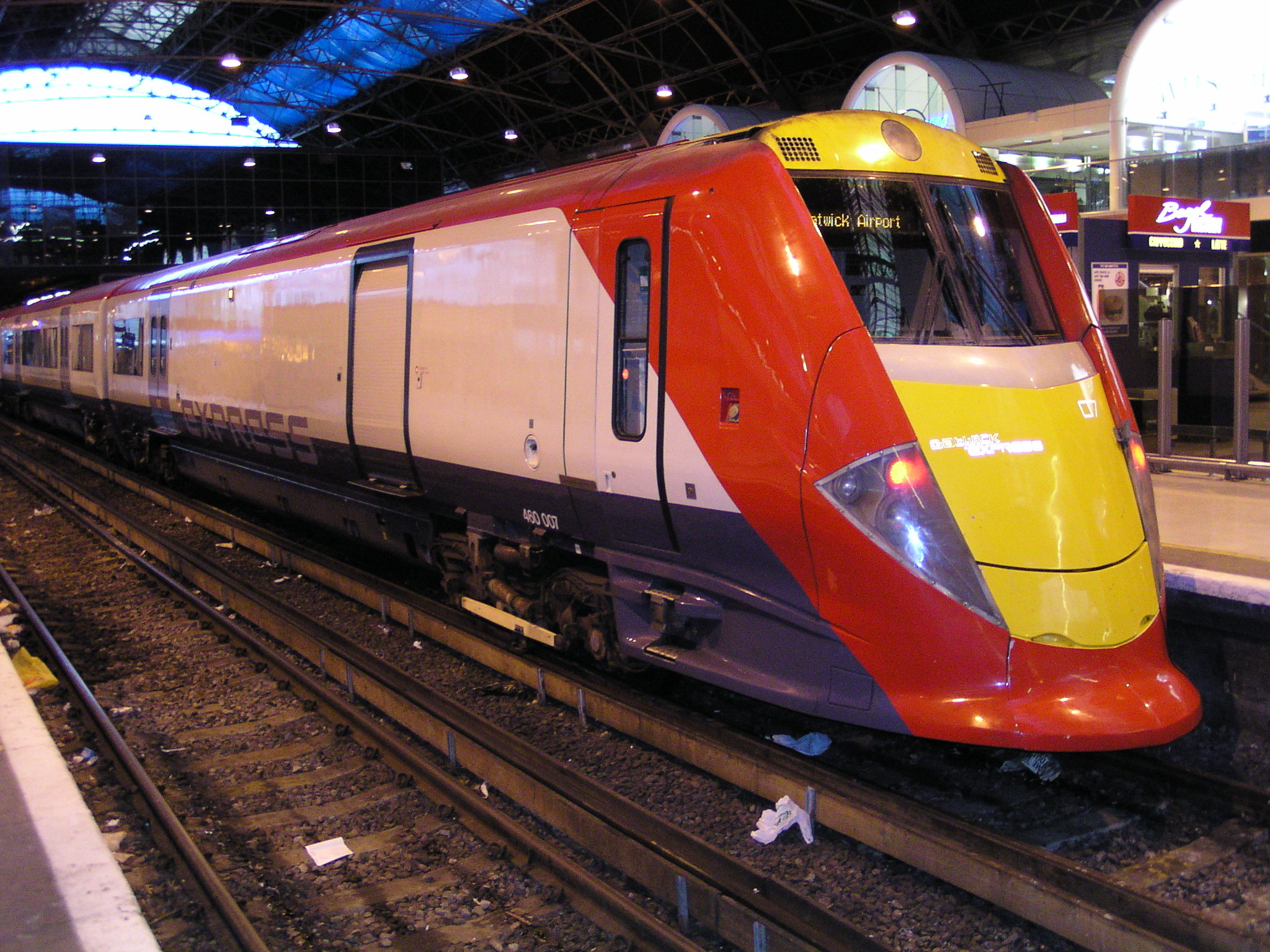
خط گتویک اکسپرس
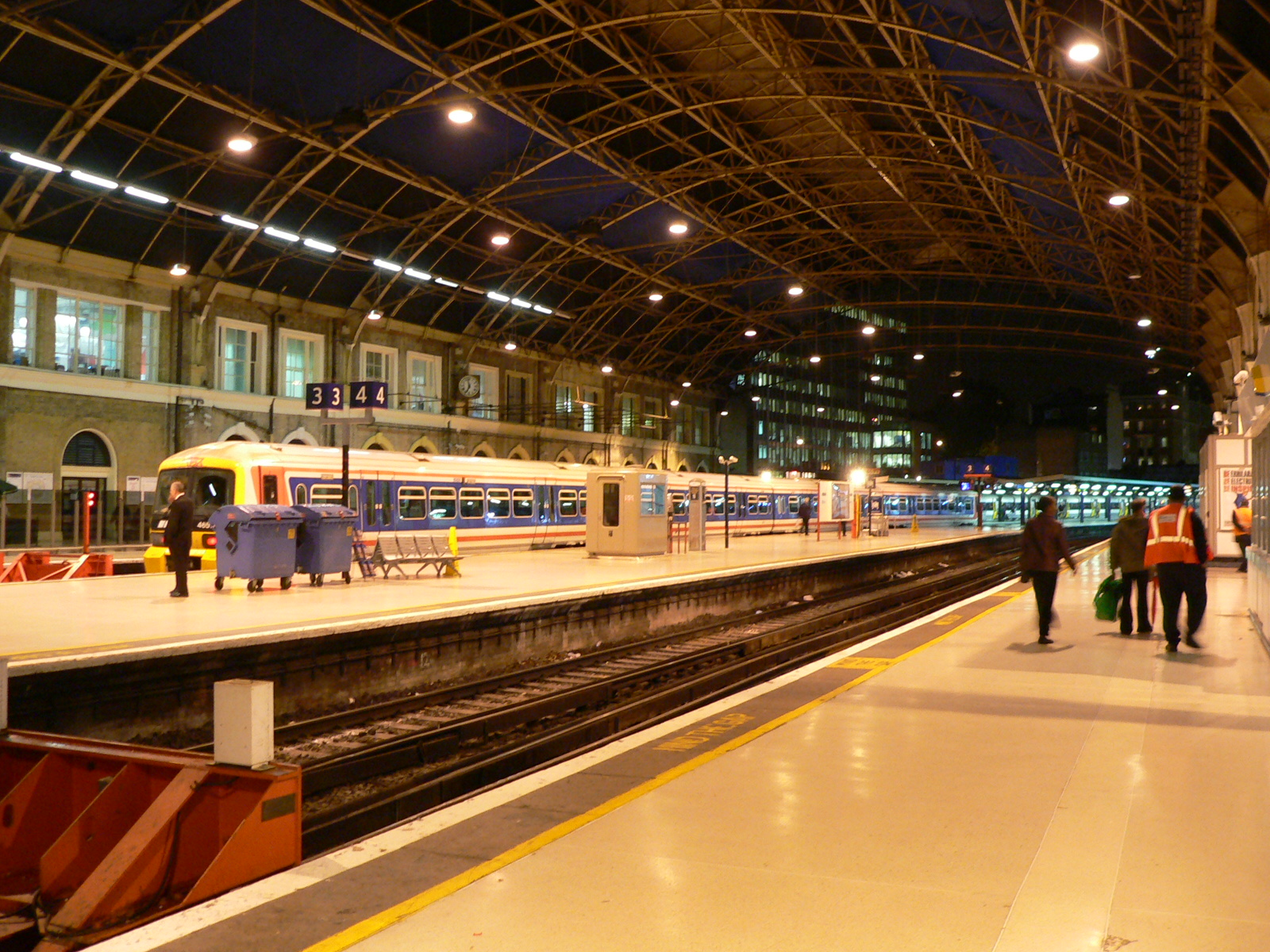
سکوهای ۳، ۴ و ۵
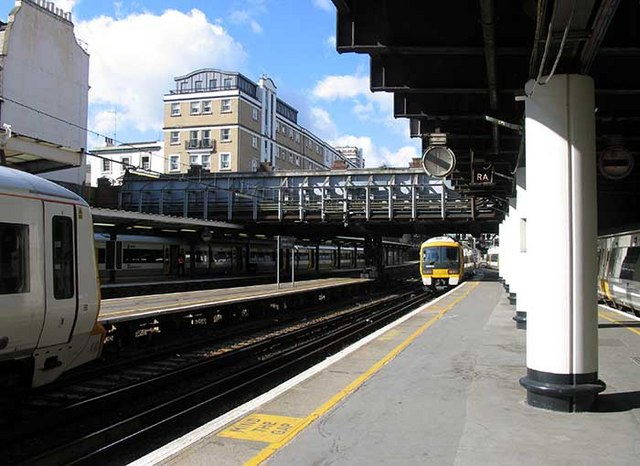
سکو ۵ و ۶
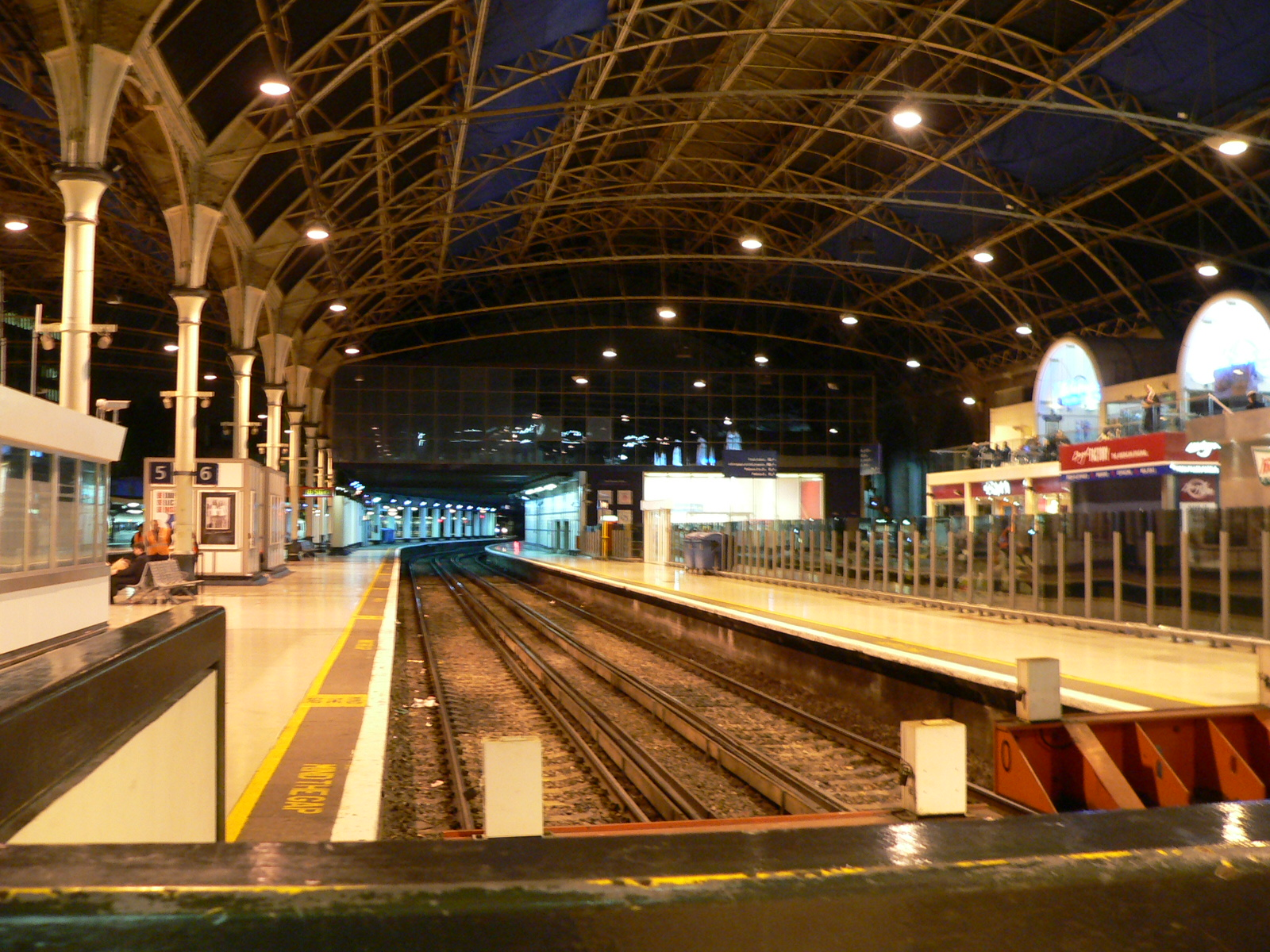
سکو ۶ و ۷ ایستگاه راه‌آهن
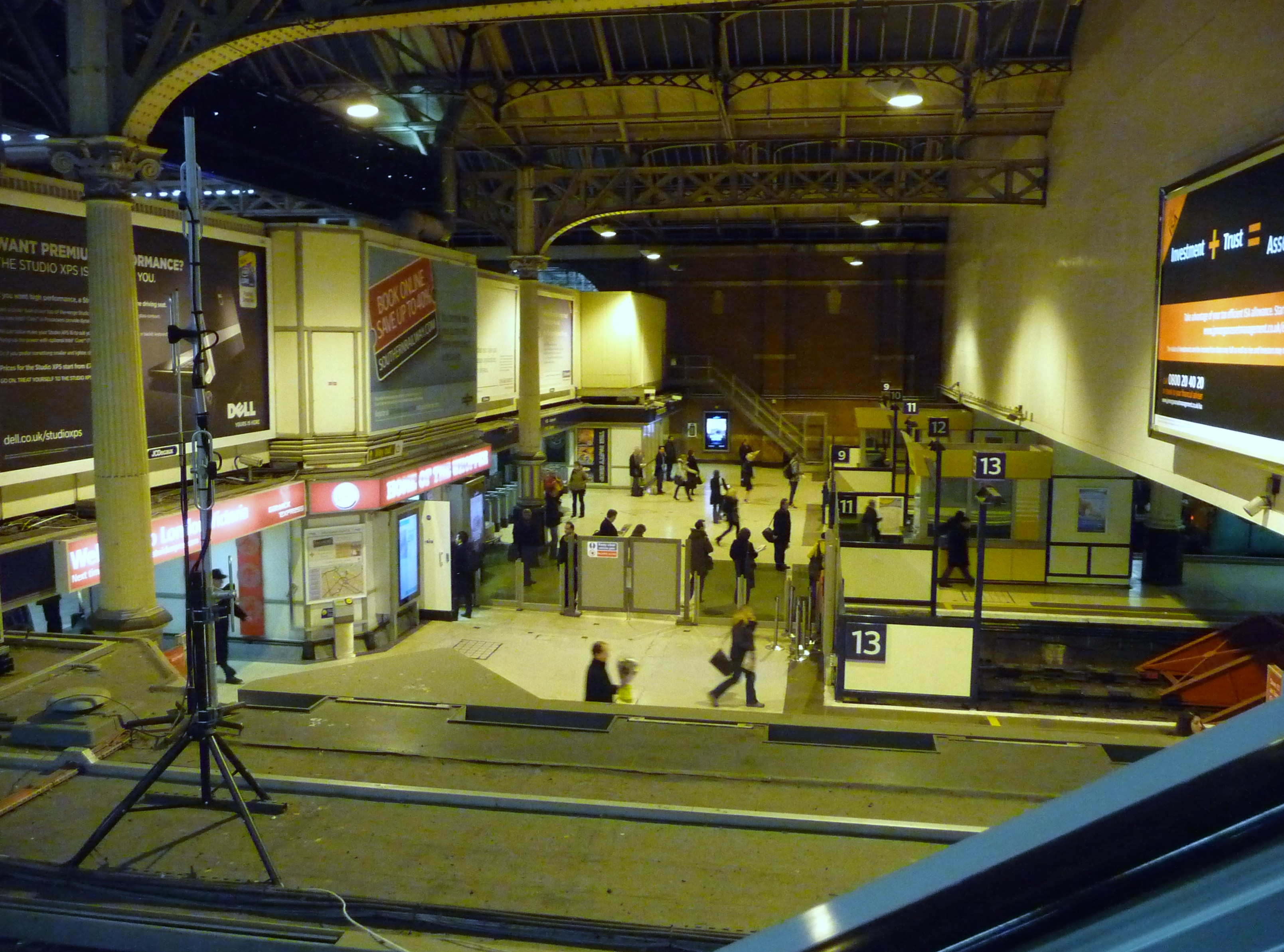
ورودی سکوهای ۹ تا ۱۳
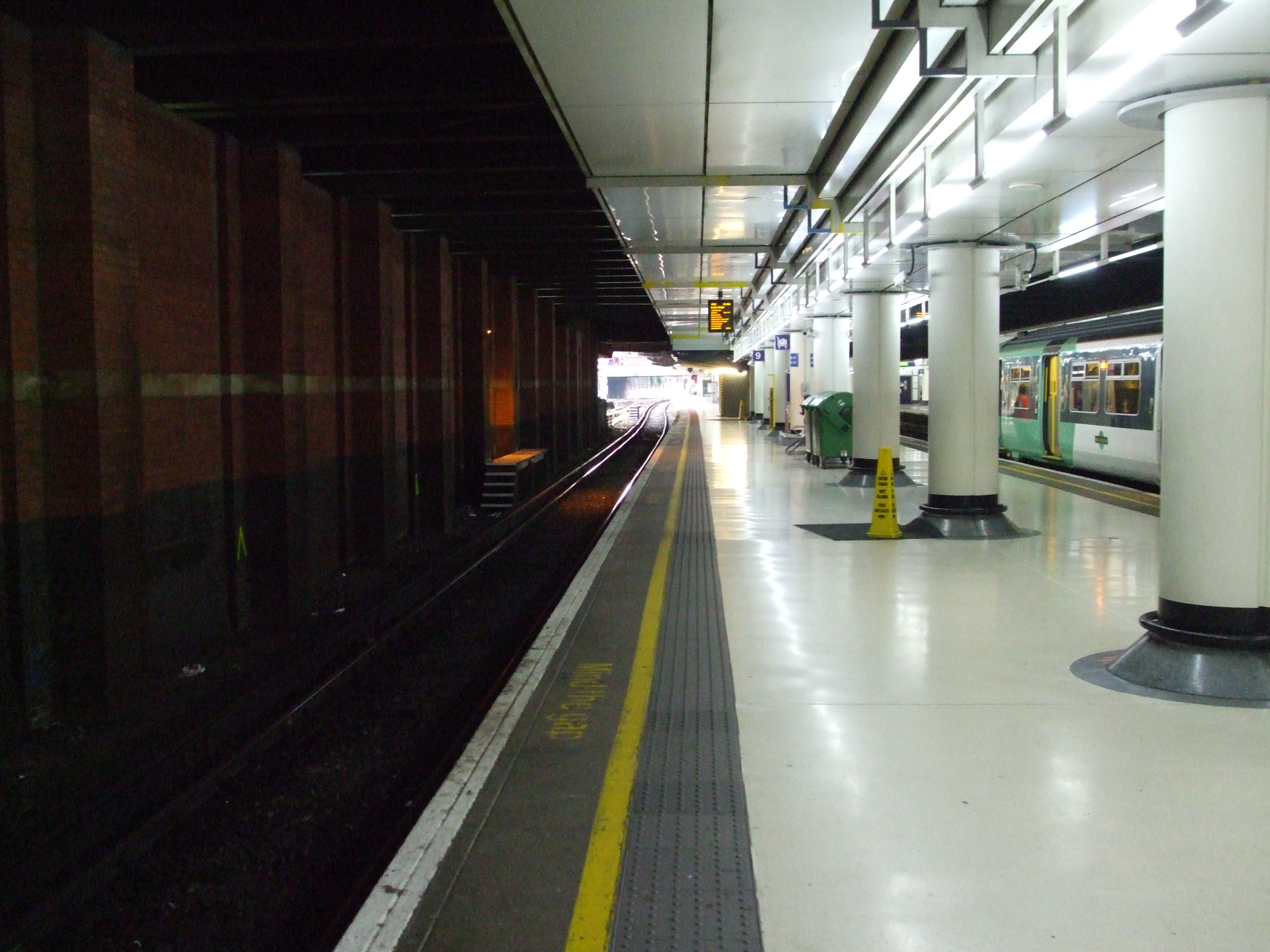
سکو ۹
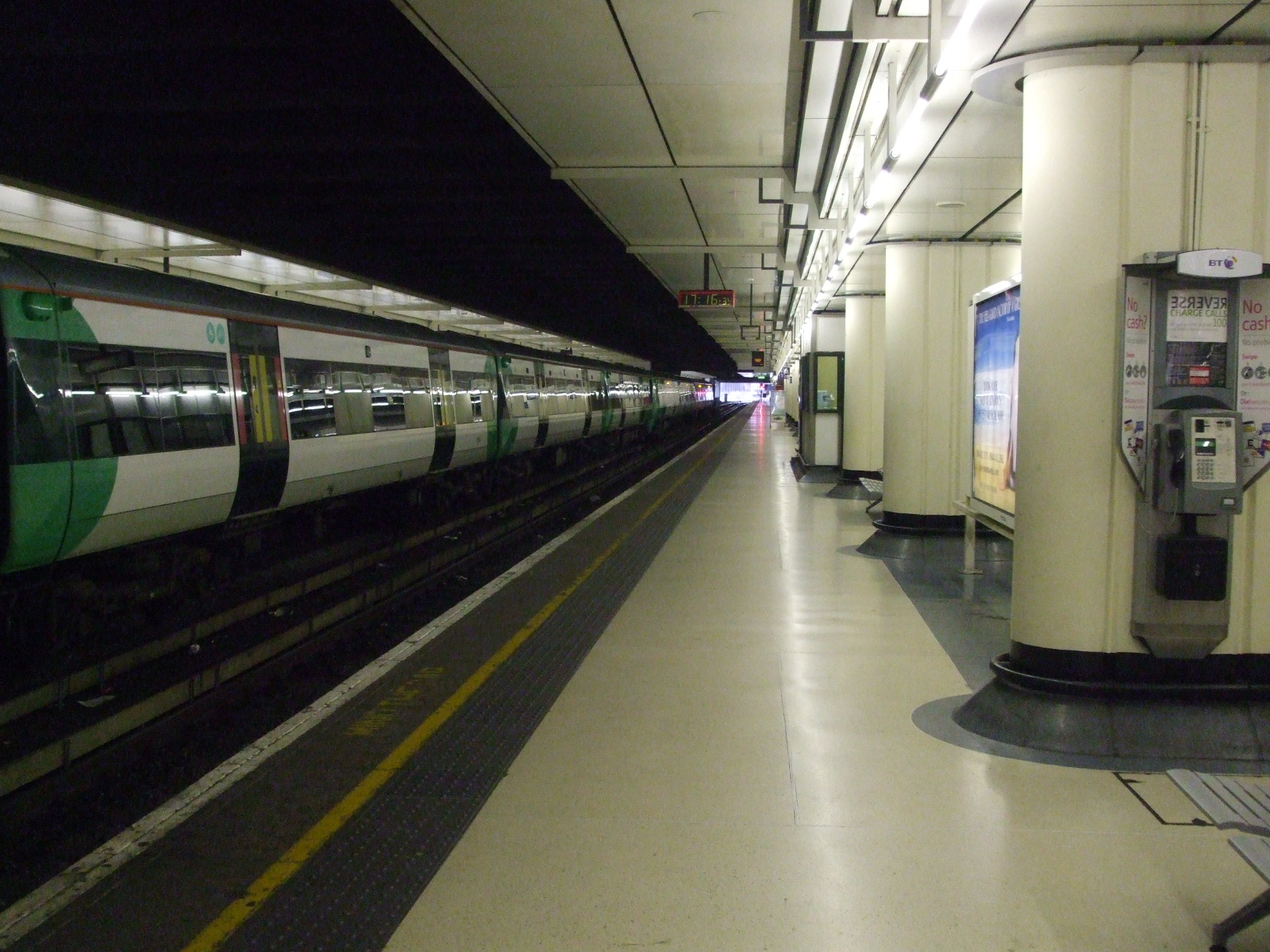
سکو ۱۱
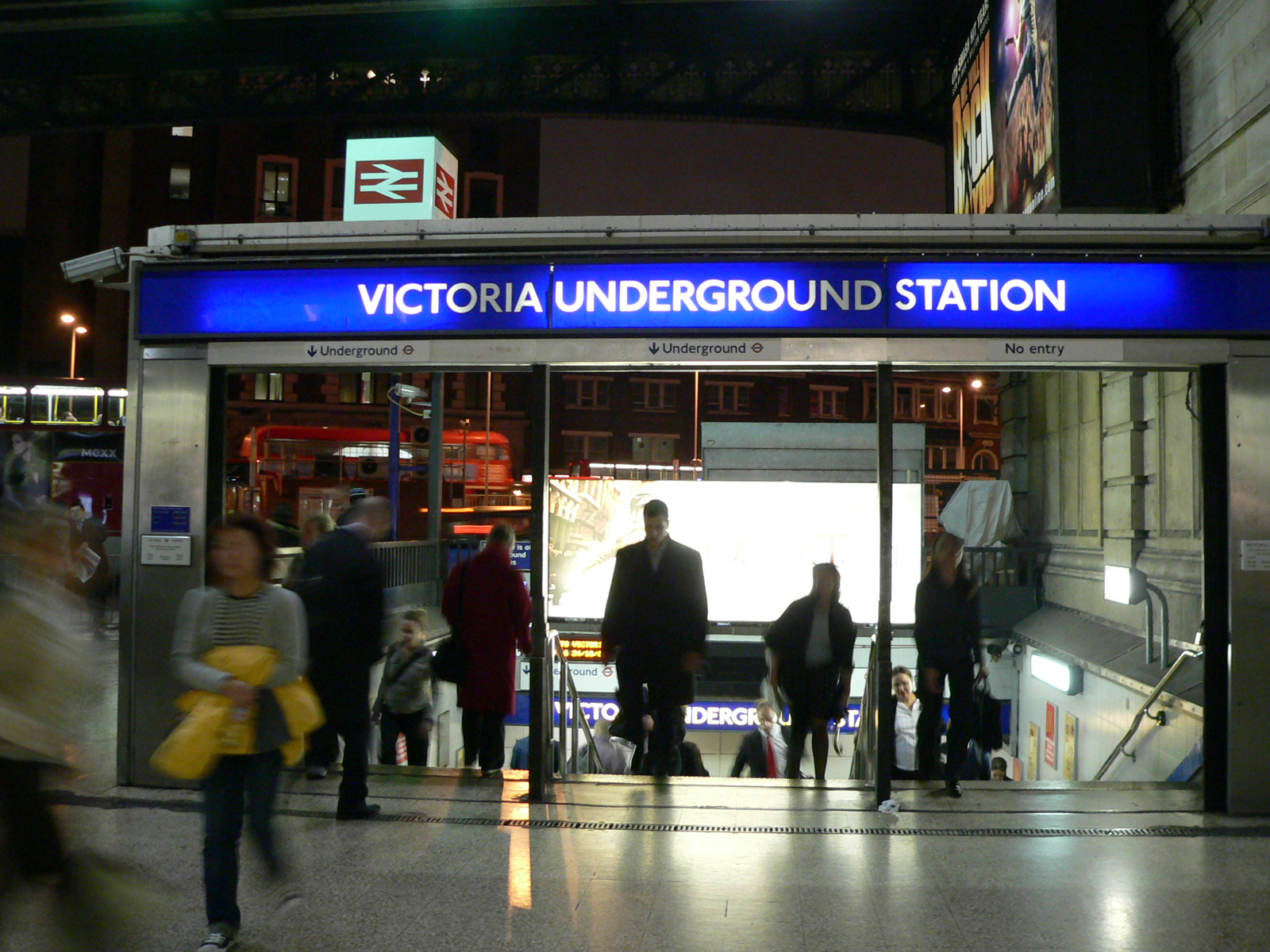
ورودی ایستگاه مترو
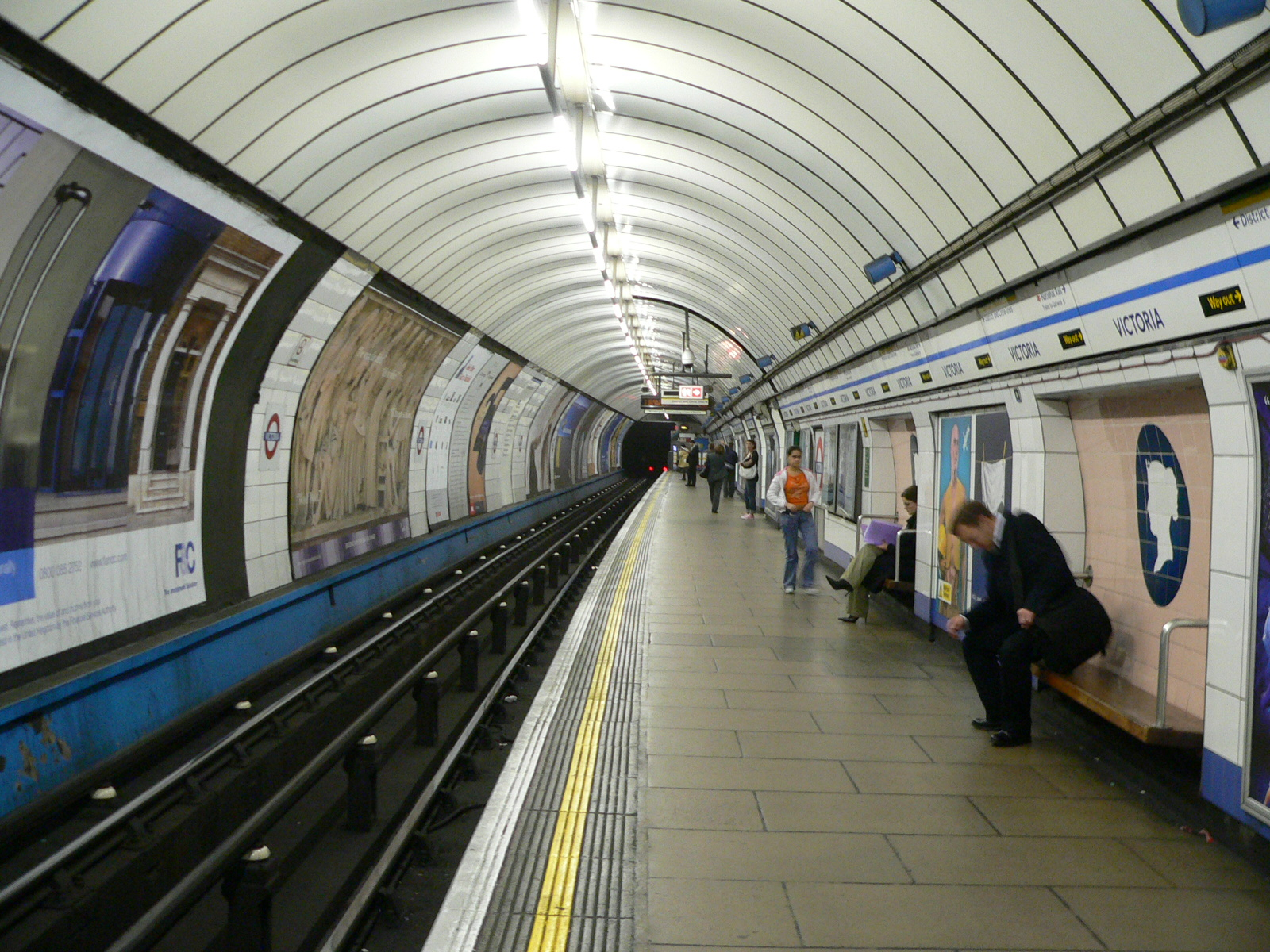
خط ویکتوریا متروی لندن
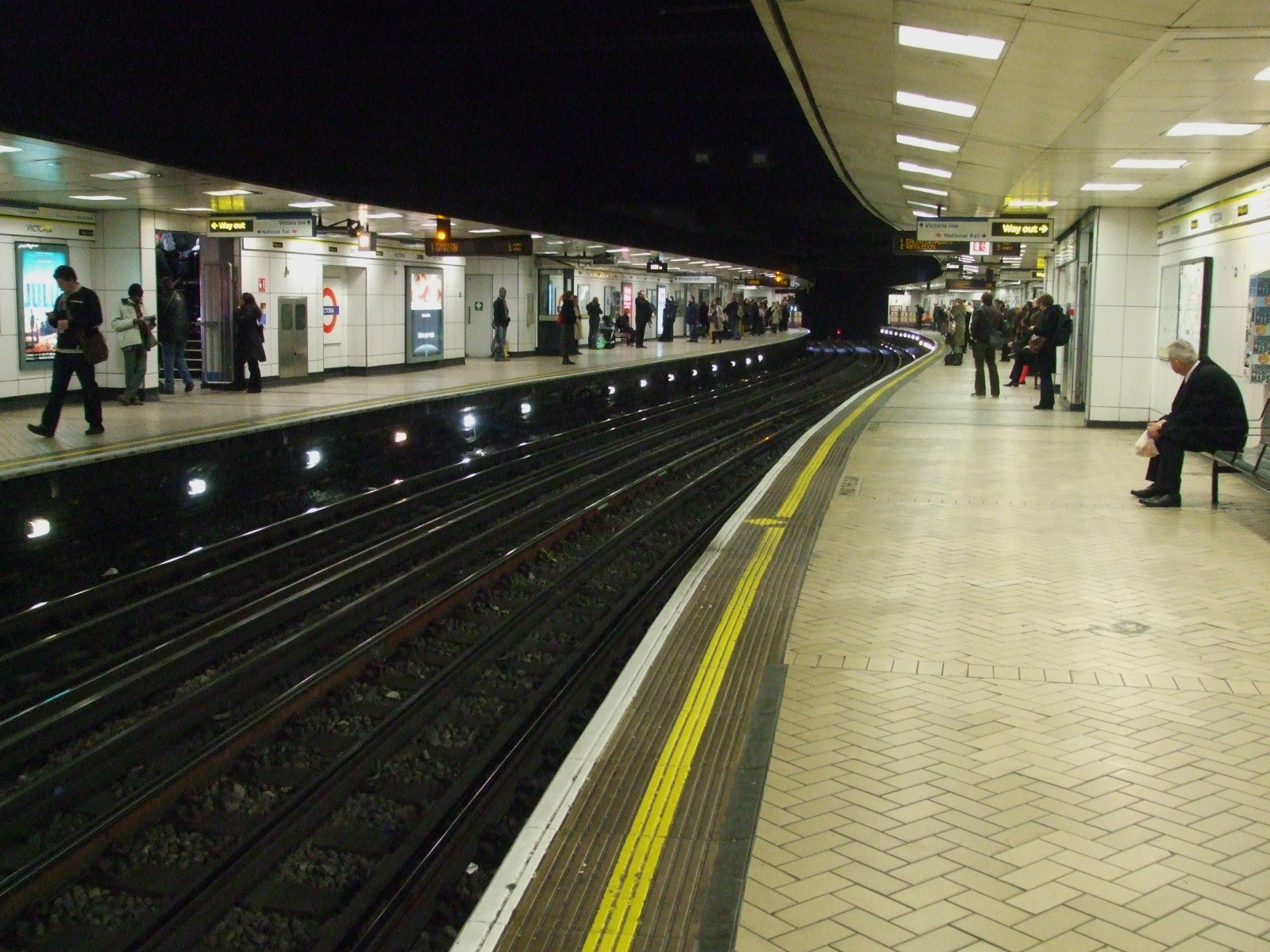
سکوهای خط سیرکل و ناحیه
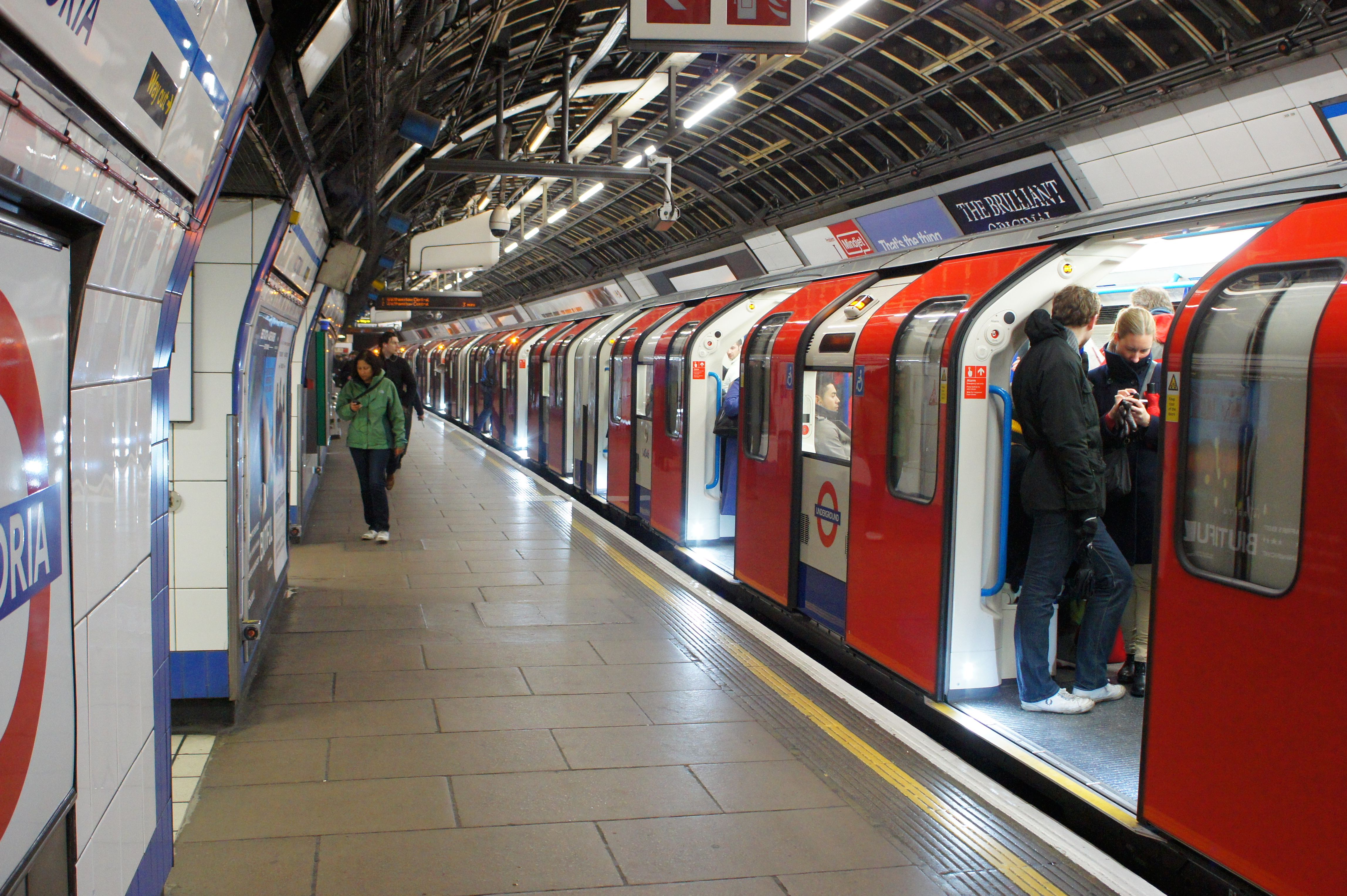